# Cleveleys
Cleveleys est une ville du Lancashire, en Angleterre.
Elle est située à environ 6 km au nord de Blackpool, sur la côte ouest de l'Angleterre.